# نیکیتا چنداک
نیکیتا چنداک (به انگلیسی: Nikita Chandak) (متولد ۱۹۹۵ سپتامبر ۵) (نپالی: निकिता चाण्डक्) مدل، بازیگر و صاحب عنوان مسابقه زیبایی در نپال است. وی عنوان میس ورد نپال ۲۰۱۷ را از آن خود کرد. وی همچنین عناوین میس انتخاب عمومی و میس اعتماد به نفس را از آن خود کرد. او نماینده خانم نپال در میس ورد ۲۰۱۷ بود که در، سانیا، چین برگزار شد. چانداک با بازی در نقش اول زن در فیلم آینده سنگلو در سال ۲۰۲۰ وارد دنیای بازیگری شد.

## اوایل زندگی
نیکیتا چنداک اهل اورلباری، مورنگ است. وی در ۵ سپتامبر ۱۹۹۵ در آنیل و سوشما چنداک متولد شد. او از جامعه مرواری است، با فرهنگی غنی. او از کودکی درون‌گرا بود. در ایام مدرسه، او مطیع بود و از همه قوانین و مقرراتی که او را به یکی از دانش آموزان مورد علاقه معلمان خود تبدیل می‌کرد، پیروی می‌کرد.

## تحصیلات
چنداک تحصیلات خود را در مدرسه متوسطه شبانه‌روزی پاشوپاتی به پایان رساند. وی سپس برای تکمیل دبیرستان به مرکز آموزش ال کی سینگانیا، گوتان رفت.
وی همچنین دانشجوی ارتباطات مد در مؤسسه جی‌دی فناوری مد بنگالورو، هند است.

## حرفه
میس ورد نپال در سال ۲۰۱۶ آسمی شرستا در پست فیس بوک خود نوشت هنگامی که چانداک را در هفته مد TGIF دید هوش از سرش پریده‌است.

### نمایش
چانداک اولین عنوان خود را در ۲۰ سالگی به دست آورد، زمانی که در مسابقات میس ورد نپال ۲۰۱۷ برنده شد. در میس ورد ۲۰۱۷، او اولین میس نپال بود که در مسابقات بهترین مدل جایگاهی پیدا کرد. او در مسابقات بهترین مدل (Top Model) در لیست ۳۰ نفر برتر قرار گرفت. وی نایب قهرمان دوم جایزه چندرسانه‌ای شد. او در جایزه منتخب مردم در ۱۰ نفر برتر قرار گرفت. در پروژه زیبایی هدفمند در ۲۰ نفر برتر قرار گرفت. چالش رو در رو از گروه ۳ را به دست آورد که به او کمک کرد تا در ۴۰ نفر برتر قرار گیرد.

### اولین بازیگر
چانداک کار بازیگری خود را با بازی در یک فیلم نپالی سانگلو "Sanglo" در کنار بیرج بهاتا که همچنین کارگردانی این فیلم را به عهده داشت، آغاز کرد. این فیلم در ۷ فوریه سال ۲۰۲۰ اکران شد.